# Església de Santo Domingo
L'església de Santo Domingo es troba al municipi de Güímar, a l'illa de Tenerife (Canàries, Espanya). Es correspon amb l'església de l'antic convent dominic de Santo Domingo.

## Història

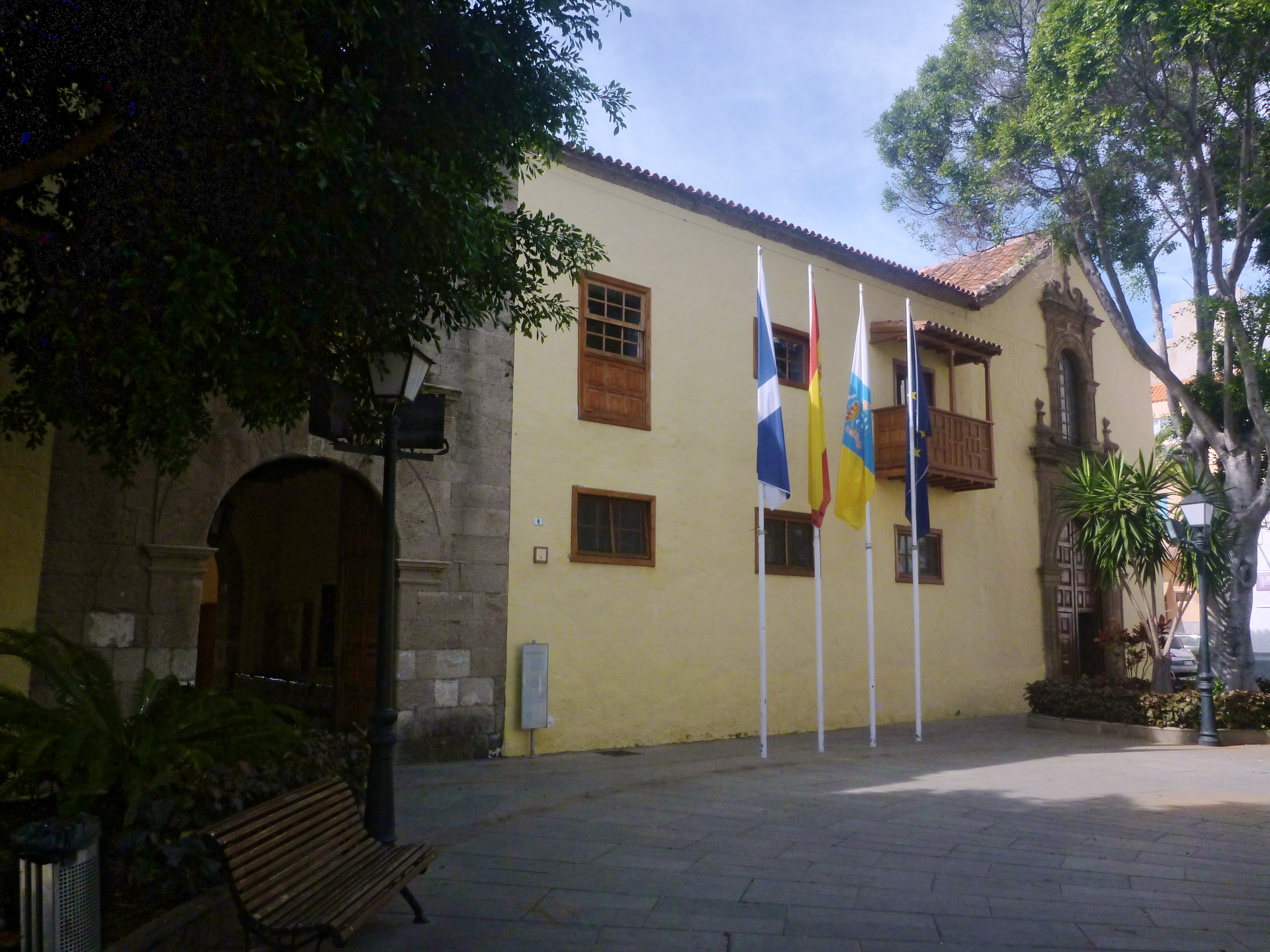
Església de Santo Domingo

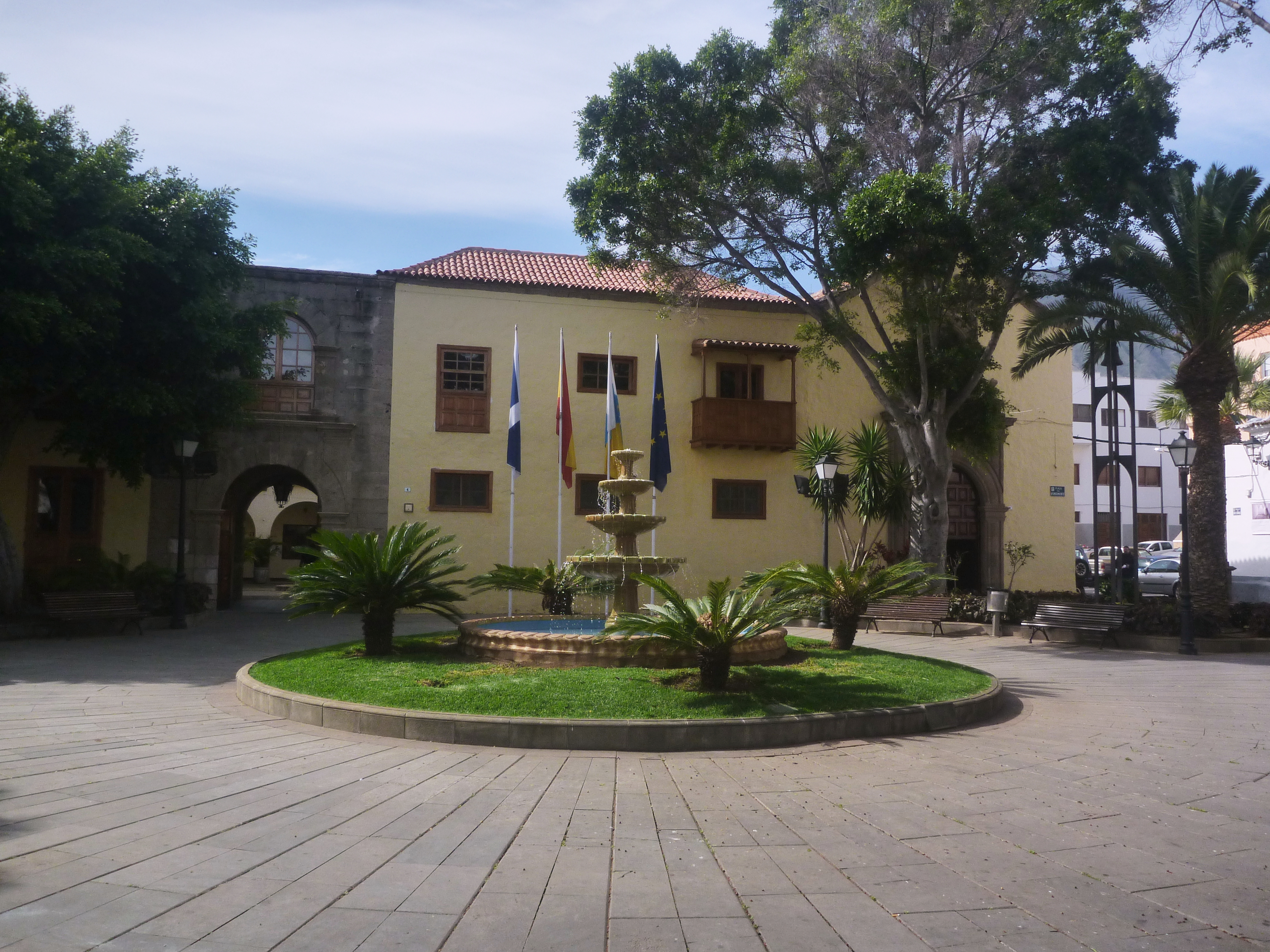
Església de Santo Domingo

El 1649 s'inicià la construcció del convent de San Domenico Soriano amb l'objectiu d'acollir la Verge de Candelera en els casos d'atacs de pirates.
El 19 d'abril de 1775 sofrí un incendi després del qual quedà parcialment destruït. Se'n salvà la imatge del Sant Patriarca i del Santíssim Sagrament. La més antiga i venerada, la Mare de Déu del Rosario, fou restaurada aquell mateix any per Rodríguez de la Oliva.
El 1938, després de la Desamortització de Mendizábal, l'edifici del convent passà a tenir diversos usos, entre els quals servir d'escenari per a un circ ambulant o com a aquarterament temporal.
Finalment, la major part del convent es destinà per a ús de l'actual ajuntament. La capella es reobrí al culte el 1961 per part del bisbe Domingo Pérez Cáceres.

## Arquitectura
El temple presenta una planta de creu llatina i nau única adossada al costat nord del claustre conventual. La portada, orientada cap a l'est, és de composició vertical, amb una faixa de pedreria que comprèn dos buits de mig punt superposats: la porta i una lluerna superior. El primer cos consta d'un arc de mig punt sobre pilastres toscanes caixeades, que es tornen a projectar sobre les dovelles de l'arc, fins a aconseguir la cornisa, retranquejada pels extrems en correspondència amb els capitells. Sobre elles es desenvolupen uns perillons o pinacles, ja en el segon cos, on es repeteix el mateix esquema, solament que a menor escala, rematant en dues volutes i una creu.
L'hastial té forma triangular, acusant els vessants de la teulada. És digne de ressenya el ràfec de pedreria, solució adoptada per a la resta de l'església i convent, compost per una motllura quart-circular que serveix de transició entre els paraments i les fileres de teula.
A l'interior, el canó de la nau disposa d'un artesonat de parell i artell, amb vuit tirants simples apeats per cans de talla avolutada. Ocultant l'artesonat, el creuer apareix cobert per una volta vaida sobre petxines, cosa inusual en aquest tipus d'esglésies. Les capelles col·laterals disposen d'artesonats vuitavats sobre petxines i amb almiçat pla. La Capella Major s'eleva sobre tres graderies. L'artesonat, de similar factura que els anteriors, apareix vetllat per una coberta de guix. Cap al costat de l'Evangeli, en la Capella Major, se situa la sagristia, amb accés a través d'un arc de mig punt. Una ampla escala de dos trams amb replanell condueix des de la sagristia fins al cambril de la Verge, en la posterior de la capella major. Dos artesonats similars, amb falsos sostres de canya i guix es succeeixen, separats per dos arcs de fusta subjectes per peus drets, entre el buit de l'escala i el cambril. Aquest cambril, que fos dissenyat per acollir a la Verge de la Candelera en cas de rebat, disposa d'una fornícula, en la paret posterior, i d'uns rails que condueixen al nínxol, mòbil, de l'altar major, de manera que la imatge pogués retirar-se d'aquest cap enrere.

## Béns mobles vinculats
- Senyor de l'Hort, escultura de vestir, segles XVIII-XIX, autor anònim. Ubicació: Costat de l'Epístola, als peus de l'església, primera fornícula de la paret.
- Sant Josep amb el Nen, imatge d'embalum rodó, segle xviii, autor anònim. Ubicació: Paret de l'Epístola, segona fornícula de la nau.
- Sant Antoni Abat, escultura d'embalum rodó. Autor: José Rodríguez de l'Oliva, segle xviii. Ubicació: Paret de l'Evangeli, segona fornícula.
- Retaule de la Capella de l'Epístola, segle XVIII-XIX, autor anònim.
- Sant Domènec de Guzmán, imatge de vestir, segle xviii, atribuïda a Luján Pérez. Ubicació: Fornícula central del retaule, capella col·lateral de l'Epístola.
- Nen Jesús, escultura d'embalum rodó, autor anònim. Ubicació: Fornícula de la predel·la, retaule de la capella col·lateral de l'Epístola.
- Sant Tomás d'Aquino, oli sobre llenç, autor anònim, segle xviii. Ubicació: Presbiteri.
- Sant Pere de Verona, oli sobre llenç, autor anònim, segle xviii. Ubicació: Presbiteri.
- Retaule de La nostra Senyora del Rosario, autor anònim, segle xviii. Ubicació: Testera de la Capella Major.
- La nostra Senyora del Rosario, escultura de vestir. Autor: José Rodríguez de l'Oliva, segle xviii. Ubicació: Fornícula central del retaule homònim.
- Retaule de la Capella de l'Evangeli, segle XVIII-XIX. autor anònim.
- Natzarè, escultura de vestir, segle xvii, autor anònim. Ubicació: Fornícula central del retaule, capella col·lateral de l'Evangeli.
- Calze de plata repujada, segle xviii. Ubicació: Sagristia.
- Copó de plata repujada, segle xviii. Ubicació: Sagristia.